# Medication
Medication war eine anfangs noch unter dem Namen Pale Demons ab 1999 aktive US-amerikanische Alternative-Band aus Los Angeles, Kalifornien. Die allesamt aus anderen Bands und Projekten wie beispielsweise Life of Agony, Machine Head, Soulfly oder Ugly Kid Joe bekannten Mitglieder veröffentlichten unter dem Namen Medication eine EP und ein Album, bevor die sich ständig in Bewegung befindliche Musikerkonstellation 2003 ihre endgültige Auflösung bekannt gab.

## Bandgeschichte
Logan Mader gründete 1999, vorerst noch unter dem Namen Pale Demons, eine neue Band, nachdem er bei Machine Head gehen musste und sich auch sein Gastspiel bei Soulfly als nur von kurzer Dauer erwiesen hatte. Zur Urbesetzung der Band gehörten neben Mader der zuvor bei Suicidal Tendencies spielende Bassist Robert Trujillo und der Mader von seiner Zeit bei Soulfly bekannte Schlagzeuger Roy Mayorga. Mit Sänger Whitfield Crane, der Anfang der 1990er große Erfolge mit Ugly Kid Joe feiern konnte und direkt zuvor zwei Jahre lang Life-of-Agony-Frontmann gewesen war, verband Mader eine Freundschaft seit deren ersten Zusammentreffen beim Ozzfest im Jahr 1998.
Mitte des Jahres 2000 erfolgte die Umbenennung in Medication, Trujillo wechselte zu Ozzy Osbourne und wurde 2001 durch Kyle Sanders (vormals bei Skrew) ersetzt, als zweiter Gitarrist stieg zudem Blunt von Adayinthelife ein. Auch Mayorga verließ Medication vorübergehend Richtung Ozzy Osbourne, kehrte aber nach weniger als einem Monat zurück. Medication spielten ihr erstes Konzert unter neuem Namen im Whisky a Go Go in Los Angeles.

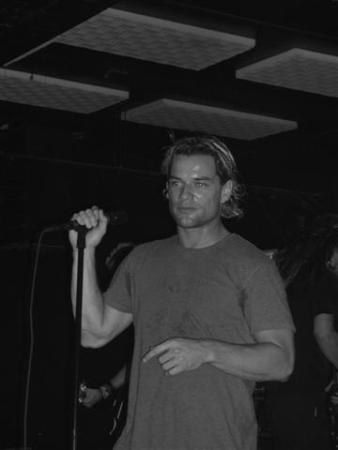
Whitfield Crane bei einem Auftritt mit Medication 2002

Medication erhielten Anfang 2002 nach verschiedenen Demoaufnahmen als erste US-Band einen Plattenvertrag bei Locomotive Music. Über dieses Label erschien kurz darauf eine selbstbetitelte Debüt-EP. Noch im Sommer des gleichen Jahres folgte das Album Prince Valium, auf welchem Josh Freese (u. a. A Perfect Circle, Vandals) am Schlagzeug zu hören war, nachdem Mayorga die Band verlassen hatte, um wieder zu Soulfly zurückzukehren.
Shannon Larkin von Godsmack spielte für kurze Zeit das Schlagzeug bei Medication, bevor zeitweise Jason Loree den vakanten Schlagzeugposten bei den folgenden US-Konzerten mit American Head Charge und Coal Chamber übernahm, etwas später trat Chris Hamilton (Crowbar, Downset) Medication fest bei und spielte auch die Konzerte während der ersten Tour der Band durch Europa.
Medication löste sich schlussendlich nach schwachen Verkaufszahlen von Prince Valium, dem Verlust ihres Plattenvertrags mit Locomotive Music in ihrem Heimatland und folgend einer kurzfristig abgesagten zweiten Europatournee mit Before the Dawn im Februar 2003 auf.

## Stil und Rezeption
Der aus einem „Haufen gestandener 90er-Jahre-Metaller“ bestehenden Supergroup eilte aufgrund der Prominenz ihrer Mitglieder ein Ruf voraus, den sie nach Ansicht vieler Kritiker kaum zu erfüllen imstande waren. Anderswo sprach man gar von gescheiterten und „gestrandeten Musikerexistenzen“, die sich zu einer Art Selbsthilfetruppe zusammengefunden hätten.
Positive Stimmen hingegen lobten mit Crane und Mader die treibenden Kräfte hinter Medication, denn diese hätten eindrucksvoll bewiesen, „dass sie in der Vergangenheit oft zu Unrecht kritisiert wurden. Gitarrist Mader ist keineswegs der ideenlose Mietmusiker, als den ihn Machine Head nach seinem Ausstieg bezeichneten, und Crane verfügt über eine der ausdrucksstärksten Stimmen der Rockszene, hat deutlich mehr auf dem Kasten als schmierige Ugly-Kid-Joe-Nummern.“
Musikalisch wurde der „Alternative Rock der gehobenen Mittelklasse“ als „Mix aus Grunge à la Stone Temple Pilots und dezentem Nu-Rock“ bzw. Nu Metal verortet. Medication spielten konventionelle, weitgehend experimentierfreie und dennoch ergreifend eingängige Nummern mit hohem Ohrwurmfaktor. Insgesamt erreichten Medication aber nur selten die Tiefe und Intensität ihrer Vorbilder und der ihrer eigenen Vorgängerbands.

## Diskografie

### Alben und EPs
- Medication EP (8. April 2002)
- Prince Valium (24. Juni 2002)

### Singles
- Inside (10. Mai 2002)